# Schnakenbach
Der Schnakenbach (ostwestfälisch: „Schnakenbieke“) ist ein orografisch rechtes Nebengewässer des Westerholter Baches in Nordrhein-Westfalen, Deutschland. Er hat eine Länge von 3,4 km.

## Flussverlauf
Die eigentliche, in eine alte Wehranlage einbezogene Quelle des Schnakenbaches befindet sich südöstlich von Oerlinghausen an der Südwestflanke des Tönsberges im Teutoburger Wald. Nach einer Fließstrecke von rund 500 Metern versickert das Wasser des Baches jedoch im Sand und tritt erst drei Kilometer weiter südlich innerhalb einer als „Bokelfenn“ bezeichneten und dem eigentlichen Bergland vorgelagerten sumpfigen Niederung wieder zu Tage, da die wasserundurchlässige Mergelschicht des Teutoburger Waldes dort die Oberfläche erreicht.
Der Schnakenbach durchquert daraufhin in südwestliche Richtung das 19 ha große Naturschutzgebiet „Trockentäler, Kastentäler und Dünen des oberen Westerholter Baches“, innerhalb dieses Gebietes werden zudem zwei Stauteiche durchflossen. Nachdem der Bach die Schutzfläche verlassen hat, erfolgt der Durchfluss eines weiteren Teiches, welchem zudem ein namenloses Gewässer zu- und der hier entstehende Westerholter Bach abfließt. Dieser Teich und sein sumpfiger Uferbereich werden als „Hirschquellen“ bezeichnet.
Anschließend überquert der Schnakenbach die Stadtgrenze von Schloß Holte-Stukenbrock, tangiert das Quellbecken des Knochenbaches und fließt südlich des Stukenbrocker Friedhofes in einem Waldstück wieder mit dem Westerholter Bach zusammen, kurz bevor dieser in den Ölbach mündet. Im letzten Abschnitt seiner Fließstrecke ist der Schnakenbach verrohrt.

## Differenzen bei der Einordnung
Einige Karten und auch die Benennung des durchflossenen Naturschutzgebietes verfolgen die Annahme, dass es sich beim Abschnitt des Schnakenbaches zwischen Oberlauf und Hirschquellen um die Fortführung des Westerholter Baches handelt, während der namenlose Zulauf der Hirschquellen als eigentlicher Oberlauf des Schnakenbaches gesehen wird. Das offizielle Geodatenmaterial belegt diese Systematik jedoch nicht.